# Cambay (furstendöme)
Cambay (Kambaja eller Kambay) var från ca 1730 till 1803 ett furstendöme i Brittiska Indien, med muslimsk furste. Det låg i norra delen av presidentskapet Bombay, nuvarande delstaten Gujarat. Dess yta var 906 km². År 1901 hade det 75 122 invånare, mest hinduer. Huvudstaden hette också Cambay (Khambhat).